# 曙魚屬
曙魚屬（學名：Shuyu），為真盔甲魚目下的一種魚類，化石發現於中國浙江长兴县。

## 名稱由來與過程
曙魚的名稱與脊椎動物演化這項研究有關，這項研究的關鍵在於骨甲魚與盔甲魚。以前科學家們認為骨甲魚是有頜脊椎動物最近的姊妹群，而盔甲魚是介於現生無頜與有頜脊椎動物之間的過渡類群，但近年對中國南方挖掘的盔甲魚類化石研究發現，其大多都有擁有兩個背鰭、鞏膜骨化且具有眶鼻間隔、篩骨突等顱桁衍生構造，化石外形顯示可能也有上歪尾，因此盔甲魚有可能取代骨甲魚成為離有頜脊椎動物最近的姊妹群，甚至可能改變存在40多年的脊椎動物演化框架；研究還發現，在探討頜的起源及相關問題上，較之於骨甲魚類，盔甲魚類在很多方面是一個更好的對比模型，中科院古脊椎動物與古人類研究所研究員蓋志琨對此研究則表示，除了具有眶鼻間隔、篩骨突等顱桁衍生構造外，盔甲魚類還與有頜脊椎動物共有其他一些近裔性狀，如與大腦半球分離的嗅球、獨立的嗅束、端神經、成對側位的鼻囊、鼻垂體分離、垂體管開向口腔等，但能否成為有頜脊椎動物祖先的證據還有待討論。此項成果為頜演化異位理論提供了化石證據，為研究脊椎動物頜的起源帶來了新的曙光，因此被命名為“曙魚”。